# Mindanaona mindanaonis
Mindanaona mindanaonis är en skalbaggsart som först beskrevs av Stefan von Breuning 1958.  Mindanaona mindanaonis ingår i släktet Mindanaona och familjen långhorningar.
Artens utbredningsområde är Filippinerna. Inga underarter finns listade i Catalogue of Life.